# Johan Fredrik Rootlieb
Johan Fredrik Rootlieb (Amsterdam, 24 juni 1882 – aldaar, 23 april 1973) was een Nederlands organist.
Hij was zoon van winkelier Johan Fredrik Rootlieb en Gijsberta van Altena; die beiden vroeg overleden. Hij werd opgenomen in de Diaconie Weeshuis van de Nederlands Hervormde Gemeente aan de Stadhouderskade. Hijzelf was getrouwd met Cornelia Vrouwtje van Westen, die vlak voor hem in januari 1973 overleed. Hij werd gecremeerd op Westgaarde.
Zijn opleiding binnen de muziek startte bij Hessel de Vries (zelf leerling van Eelke Mobach), ook al vroeg wees binnen de Nederlands Hervormde Gemeente en organist van de Muiderkerk. Daarna was hij enige tijd leerling in muziektheorie bij Bernard Zweers aan het Muziekschool van de Maatschappij tot Bevordering der Toonkunst, alwaar hij ook analyse volgde. Vanaf 1904 kreeg hij ook zanglessen bij Dora Zweers-de Louw. In 1906 ging aan de slag als organist van de Zuiderkerk, maar studeerde wel verder, ditmaal bij Jean-Baptiste de Pauw, eveneens aan het conservatorium. In 1912 haalde hij er zijn diploma en werd vervolgens organist aan de Nieuwezijds Kapel.
Hij roerde zich tevens op bestuursvlak; hij was jarenlang eerste secretaris van de Nederlandse Organisten Vereniging (en de afdeling Amsterdam daarvan), een functie die hij minstens tot 1958 aanhield en redacteur bij het blad De Orgel. Ook gaf hij zelf les, Willem Vlugt van de Buiksloterkerk, pianist Willem Brons en organist Gerard van Hulst zijn leerlingen van hem.
In 1957 verkreeg hij voor vijftig jaar orgelspelen de eremedaille behorende bij de Orde van Oranje-Nassau. 